# Бартолин, Томас (старший)
Томас Бартолин (старший) (дат. Thomas Bartholin den ældre; 20 октября 1616, Копенгаген — 4 декабря 1680, Копенгаген) — датский врач, математик и богослов. Известность к нему пришла после открытия лимфатической системы человека и успехов в теории замораживающей анестезии, он первым описал её с научной точки зрения.
Томас Бартолин родился в семье, известной выдающимися учёными, двенадцать его родственников были профессорами Университета Копенгагена. Три поколения семьи Бартолин внесли значительный вклад в анатомию и медицину в XVII и XVIII веках: отец Томаса, Каспар Бартолин (старший) (1585—1629), его брат Расмус Бартолин (1625—1698), и его сын Каспар Бартолин (младший) (1655—1738).

## Вклад в медицинские исследования
В декабре 1652 года Бартолин опубликовал первое полное описание лимфатической системы человека. Жан Пеке отметил наличие такой системы у животных в 1651 году, а открытие грудного канала (ductus thoracicus) и его перехода в вены сделало Жана первым человеком, описавшим правильный ток лимфатической жидкости в кровь. Почти сразу за публикациями Песке и Бартолина схожее исследование лимфатической системы человека было опубликовано Улофом Рудбеком в 1653 году. Хотя Рудбек и представил свои выводы при дворе королевы Швеции Кристины в апреле-мае 1652 года, ещё до Бартолина, он откладывал публикацию их до 1653 года (то есть они вышли уже после работ Бартолина). В результате разгорелся сильный спор по поводу первенства открытия.
22 глава публикации Томаса и Расмуса Бартолинов De nivis usu medico observationes variae содержит первое известное упоминание замораживающей анестезии — метода, изобретение которого Томас Бартолин приписывал итальянцу Марко Аурелио Северино из Неаполя. Согласно записям Бартолина, Северино первым показал использование замораживающих смесей снега и льда (1646), и Томас Бартолин изначально узнал о этой технике именно от него во время своего визита в Неаполь.
Синдром Бартолина-Патау, впервые описанный Томасом Бартолином, представляет собой врожденный синдром множественных аномалий, возникших из-за трисомии 13-й хромосомы.
Каспар Бартолин, отец Томаса, его брат Расмус и сын Каспар Бартолин-младший внесли вклад в ключевые методы современной медицины своими открытиями важнейших анатомических структур и явлений. Томас Бартолин-старший начал преподавание как профессор в университете Копенгагена в 1613 году, и, в течение последующих 125 лет, научные достижения представителей семьи Бартолинов, работавших на медицинском факультете Университете Копенгагена, получили международное признание и внесли вклад в репутацию университета.

## Личная жизнь
Томас Бартолин был вторым из шести сыновей Каспара Бартолина, врача из Мальмё в провинции Сконе, и его супруги Анны Финке. Каспар Бартолин (старший) опубликовал первую работу в области анатомии в 1611 году. Эта работа была впоследствии иллюстрирована и переиздана Томасом, став стандартным справочником по анатомии.
Бартолин посетил итальянского ботаника Петро Кастелли в Мессине в 1644 году. В 1663 году Бартолин купил Хагестедгард, сгоревший в 1670 году вместе с его библиотекой и множеством манускриптов. Кристиан V Датский назначил Бартолина придворным врачом со значительным жалованием и освободил его владения от уплаты налогов в качестве компенсации за потерю. В 1680 году здоровье Бартолина ухудшилось, имение было продано, и он вернулся в Копенгаген, где и скончался. Томас Бартолин был похоронен в церкви Vor Frue Kirke.
Большой проток подъязычной железы и бартолиновы железы названы в честь сына Томаса Бартолина, известного датского анатома Каспара Бартолина (младшего); Bartholinsgade, улица в Копенгагене, названа в честь их семьи. Неподалёку от неё находится Институт Бартолина (Bartholin Institutet).

## Частичная библиография
- Historiarum anatomicarum rariorum centuria I et II. Amsterdam: Apud Johannem Henrici, 1641. Second edition 1654. (Выборочные истории о необычных анатомических и клинических структурах, включая описания и иллюстрации аномальных и нормальных структур)
- De unicornu. Padua, 1645.
- De lacteis thoracis in homine brutisque nuperrime observatis. Hafniae (Copenhagen), M. Martzan, 1652. (Bartholin’s discovery of the thoracic duct).
- Vasa lymphatica nuper Hafniae in animalibus inventa et hepatis exsequiae. Hafniae (Copenhagen), Petrus Hakius, 1653.
- Vasa lymphatica in homine nuper inventa. Hafniae (Copenhagen), 1654.
- Historarium anatomicarum rariorum centuria I—VI. Copenhagen, 1654—1661.
- Anatomia. The Hague. Ex typographia Adriani Vlacq, 1655. * Dispensarium hafniense. Copenhagen, 1658.
- De nivis usu medico observationes variae. Accessit D. Erasmi Bartholini de figura nivis dissertatio. Co-authored with Rasmus Bartholin. Copenhagen: Typis Matthiase Godichii, sumptibus Petri Aubold, 1661. (Содержит первое известное упоминание охлаждающей анестезии)
- Cista medica hafniensis. Copenhagen, 1662.
- De pulmonum substantia et motu. Copenhagen, 1663.
- De insolitis partus humani viis. Copenhagen, 1664.
- De medicina danorum domestica. Copenhagen, 1666.
- De flammula cordis epistola. Copenhagen, 1667.
- Orationes et dissertationes omnino varii argumenti. Copenhagen, 1668.
- Carmina varii argumenti. Copenhagen, 1669.
- De medicis poetis dissertatio. Hafinae, apud D. Paulli, 1669.
- De bibliothecae incendio. Copenhagen, 1670.
- De morbis biblicis miscellanea medica. Francofurti, D. Paulli, 1672.
- Acta medica et philosophica. 1673—1680.